# Bochs
O Bochs é um emulador multiplataforma da plataforma x86. Isso quer dizer que ele pode executar SOs compilados para a plataforma x86, como se este rodasse numa máquina real, assim como os aplicativos executáveis escritos para rodar no SO que estiver rodando no Bochs. O Bochs pode fazer isso em qualquer computador que conte com um compilador de linguagem C++, isso possibilita que ele faça a emulação da plataforma x86 em máquinas como PowerPC (IBM) e SPARC (Sun).
Bochs pode ser executado em vários sistemas operacionais host, como o Windows, Windows Mobile, Linux, Mac OS X, iOS, PlayStation 2, Android.
Bochs é usado principalmente para o desenvolvimento do sistema operacional (quando um sistema operacional emulado trava, ele não travar o sistema operacional do host, então o sistema operacional emulado pode ser depurado) e para rodar outros sistemas operacionais convidados no interior já está executando sistemas operacionais do host. Também pode ser usado para executar softwares mais antigos - como jogos de PC - o que não vai rodar em computadores não-compatíveis, ou demasiado rápido.
Ele usa SeaBIOS.

## História
Bochs começou como um programa com uma licença comercial, ao preço de 25 USD, para usar como está. Se um usuário precisa para vinculá-lo com outro software, o usuário teria que negociar uma licença especial. Isso mudou em 22 de Março de 2000, quando Mandrakesoft (agora Mandriva) comprou Bochs do desenvolvedor-líder Kevin Lawton e liberou para Linux sob a GNU Lesser General Public License.

## Uso
Bochs pode emular o hardware necessário para o sistema operacional convidado, incluindo discos rígidos, drives de CD e unidades de disquete. Discos e imagens ISO podem ser "inseridos", enquanto o sistema está sendo executado. No entanto, o desempenho do sistema é muito lento, porque é apenas emulado. Ele não fornece nenhum recurso de virtualização de CPU. Mas é útil para fazer captura de telas em pesquisas sobre softwares antigos do DOS, embora o DOSBox possa servir a um propósito semelhante ao documentar jogos antigos do DOS. Bochs é amplamente utilizado para desenvolvimento de SO por hobbystas, pois ele evita a necessidade de reinicializar constantemente o sistema (para testar o código). Bochs é também conveniente para os desenvolvedores de sistemas operacionais porque tem relatórios de erros e arquivos dump que outros emuladores não têm.
BFE torna possível depurar o software passo-a-passo em nível de instrução e de registrador, bem como o Borland Turbo Debugger.

## Porte para PlayStation 2
A versão PS2 foi portada por KarasQ (psx-scene forums).

## Como configurar o SB16 emulado no Guest
- Windows XP: Instale manualmente o driver do Sound Blaster 16 usando a ferramenta de Adicionar Hardware do Windows.
- Ubuntu e derivados: Adicione a linha no arquivo "/etc/modules" (sem aspas) a configuração "snd-sb16 isapnp=0" (sem aspas) e reinicie a máquina virtual.